# Renovatio
Renovatio – szósty album studyjny polskiej piosenkarki Edyty Bartosiewicz. Początkowo płyta miała być wydana latem 2002 roku. Planowana premiera poprzedzona była wydaniem singla Niewinność. Z powodu problemów z głosem Bartosiewicz postanowiła wstrzymać wydanie płyty.  W 2010 roku, przy okazji występu na Orange Warsaw Festival (gdzie zaprezentowała dwie nowe piosenki), piosenkarka ponowiła zapowiedź płyty pod tytułem Tam, dokąd zmierzasz. Ostatecznie premiera płyty, z nowo nagranymi wokalami, nastąpiła 1 października 2013. W większości utwory powstawały w latach 2000−2002. Wyjątek stanowi utwór Upaść by wstać, napisany w roku 2007, oraz Renovatio, do którego tekst powstał w 2011 roku. Wcześniej utwór nosił nazwę Upshit creek. Album wydała wytwórnia muzyczna Parlophone Music Poland. Wydanie płyty poprzedziły single Rozbitkowie oraz Upaść, by wstać.
Album osiągnął status platynowej płyty, sprzedając się w liczbie ponad 30 tysięcy egzemplarzy.

## Lista utworów
Opracowano na podstawie materiału źródłowego.
1. „Pętla” (sł. i muz. Edyta Bartosiewicz) – 5:45
2. „Renovatio” (sł. i muz. Edyta Bartosiewicz) – 4:33
3. „Rozbitkowie” (sł. i muz. Edyta Bartosiewicz) – 4:36
4. „Italiano” (sł. Edyta Bartosiewicz. muz. Edyta Bartosiewicz, Maciej Gładysz, Romuald Kunikowski) – 4:34
5. „Zbłąkany anioł” (sł. i muz. Edyta Bartosiewicz) – 4:49
6. „Niewinność 2013” (sł. i muz. Edyta Bartosiewicz) – 4:06
7. „Cień” (sł. Edyta Bartosiewicz. muz. Edyta Bartosiewicz, Maciej Gładysz, Romuald Kunikowski) – 4:57
8. „Madame bijou” (sł. i muz. Edyta Bartosiewicz) – 5:44
9. „Ryszard” (sł. i muz. Edyta Bartosiewicz) – 4:42
10. „Żołnierzyk” (sł. i muz. Edyta Bartosiewicz) – 5:28
11. „Orkiestra tamtych dni” (sł. i muz. Edyta Bartosiewicz) – 4:00
12. „Upaść, by wstać” (sł. i muz. Edyta Bartosiewicz) – 3:31
13. „Tam, dokąd zmierzasz (chwila)” (sł. i muz. Edyta Bartosiewicz) – 7:39

## Twórcy
| - Edyta Bartosiewicz – wokal prowadzący, wokal wspierający, produkcja, muzyka, słowa - Maciej Gładysz – gitara elektryczna, gitara akustyczna - Romuald Kunikowski – instrumenty klawiszowe, fortepian, akordeon - Michał Grott – gitara basowa - Michał Grymuza – gitara akustyczna (6) - Michał Dąbrówka – perkusja (1, 2, 3, 11, 13) - Radosław Owczarz – perkusja (5, 6, 12) - Przemysław Momot – perkusja (8, 9, 10) - Aleksander Woźniak – programowanie, instrumenty klawiszowe (6) - Adam Abramek – aranżacja (6) |  | - Mariusz "Fazi" Mielczarek – saksofon (4, 7, 11) - Andrzej Rękas – puzon (4, 7) - Sebastian Sołdrzyński – trąbka (4, 7) - Robert Majewski – trąbka (4, 7, 10) - Sławomir Berny – instrumenty perkusyjne - Leszek Kamiński – realizacja nagrań, produkcja - Krzysztof Grabowski / Projekt Żerań – projekt graficzny okładki i książeczki - Jan Włodarczyk – zdjęcia - Jarosław Carramba Drąg – zdjęcia |